# Михайловка (Карабалицький район)
Миха́йловка (каз. Михайлов) — село у складі Карабалицького району Костанайської області Казахстану. Адміністративний центр Михайловського сільського округу.
Населення — 622 особи (2021; 846 у 2009, 1181 у 1999, 1407 у 1989).